# Fernandel
Fernand Joseph Désiré Contandin (Marselha, 8 de maio de 1903 – Paris, 26 de fevereiro de 1971) foi um cantor e actor francês.

## Biografia
Nascido em Marselha, a sua carreira começou nos palcos de varieté do sul de França e a cantar com o seu irmão para os feridos da Primeira Guerra Mundial. Em 1928, depois de grande sucesso em Marselha, mudou-se para Paris, onde o descobriu para o cinema o dramaturgo Sacha Guitry.
A fama internacional foi conseguida pelo personagem Don Camilo, protagonista dos livros do mesmo nome de Giovanni Guareschi.
Em 1949 o fotógrafo Philippe Halsman publicou um livro de fotos de Fernandel, The Frenchman (O francês), uma entrevista em que Halsman faz perguntas (como "Como você gosta da América?", "O que você prefere abrir mão - mulheres ou alho?", "Você sabe que a castidade fortalece seus poderes mentais?" e " Você não acha que a superioridade da arte moderna se baseia no fato de que, ao recuar para o reino da irrealidade, ela invade a esfera da libido do inconsciente?"). A resposta de Fernandel a cada pergunta é na forma de uma foto de página inteira, mostrando sua expressão facial.
O seu sucesso durou de 1930 até à sua morte em 1971. Participou em mais de cem filmes e foi um dos comediantes mais famosos e queridos de França.

## Filmografia Parcial
- Le Blanc et le Noir de Robert Florey (1931)
- Le Rosier de Madame Husson de Bernard Deschamp (1932)
- Angèle de Marcel Pagnol (1934)
- Le Cavalier Lafleur de Pierre-Jean Ducis (1934)
- Jim la Houlette d'André Berthomieu (1935)
- Un de la légion de Christian-Jaque (1936)
- Regain de Marcel Pagnol (1937)
- Josette de Christian-Jaque (1937)
- Ignace de Pierre Colombier (1937)
- Un carnet de bal de Julien Duvivier (1927)
- ''Les Rois du sport de Pierre Colombier com Raimu, Jules Berry (1937)
- Hercule ou L'Incorruptible de Alexandre Esway (1938)
- Le schpountz de Marcel Pagnol (1938)
- Barnabé dde Alexander Esway (1938)
- Berlingot et Compagnie de Fernand Rivers (1939)
- L'héritier des Mondésir de Carlo Rim com Elvire Popesco, Jules Berry  (1940)
- Monsieur Hector ou Le Nègre du Negresco de Maurice Cammage ( 1940)
- La fille du puisatier de Marcel Pagnol, com Raimu  (1940)
- La Nuit merveilleuse de Jean-Paul Paulin (1940)
- Simplet de Fernandel 1942
- Les Petits Riens de Raymond Leboursier (1942)
- La Bonne Étoile de Jean BoyerJean Boyer (1943)
- Petrus de Marc Allégret com Pierre Brasseur, Simone Simon (1946)
- Cœur de coq ou Affaires de cœur de Maurice Cloche (1947)
- Émile l'Africain de Robert Vernay (1948)
- L'armoire volante de Carlo Rim (1948)
- L'héroïque Monsieur Boniface de Maurice Cloche (1949)
- On demande un assassin de Ernst Neubach (1949)
- Casimir de Richard Pottier (1950)
- Meurtres de Richard Pottier (1950)
- Uniformes et grandes manœuvres de René Le Hénaff (1950)
- Topaze de Marcel Pagnol (1951)
- Tu m'as sauvé la vie de by Sacha Guitry (1951)
- Boniface somnambule de by Maurice Cloche (1951)
- Adhémar ou le jouet de la fatalité de Fernandel (1951)
- La table aux crevés de by Henri Verneuil (1951)
- L'auberge rouge de Claude Autant-Lara starring Françoise Rosay  (1951)
- Le Petit Monde de Don Camillo de Julien Duvivier com Gino Cervi (1951)
- Coiffeur pour dames de by Jean Boyer
- Le fruit défendu de Henri Verneuil com Françoise Arnoul (1952)
- Le Boulanger de Valorgue de Henri Verneuil (1953)
- Le retour de Don Camillo de Julien Duvivier com Gino Cervi  (1953)
- Carnaval de Henri Verneuil (1953)
- L'ennemi public no.1 de Henri Verneuil (1953)
- Mam'zelle Nitouche de Yves Allégret, com Pier Angeli (1954)
- Le Mouton à Cinq Pattes de Henri Verneuil, com Louis de Funès (1954)
- Ali Baba et les quarante voleurs de Jacques Becker (1954)
- ''Le Printemps, l'automne et l'amour de Gilles Grangier (1955)
- La Grande Bagarre de Don Camillo de Carmine Gallone (1955)
- Le couturier de ces dames deJean Boyer (1956)
- Don Juan de John Berry (1956)
- Honoré de Marseille de Maurice Regamey (1956)
- Sous le ciel de Provence de Mario Soldati, adaptação do romance Quatre pas dans les nuages (Quattro passi fra le nuvole) (1956)
- L'homme à l'imperméable de Julien Duvivier com Bertrand Blier (1957)
- Sénéchal le magnifique directed by Jean Boyer (1957)
- Le Chômeur de Clochemerle de Jean Boyer (1957)
- La legge è legge de Christian-Jaque, com Totò (1958)
- La Vie à deux de Clément Duhour (1958)
- À Paris tous les deux (Paris Holiday) de Gerd Oswald (1958) com Bob Hope
- Les Vignes du seigneur de Jean Boyer (1958)
- Le grand chef de Henri Verneuil com Gini Cervi  ( 1959)
- Le confident de ces dames de Jean Boyer (1959)
- La Vache et le Prisonnier de Henri Verneuil (1959)
- Crésus de Jean Giono (1960)
- Le caïd de Bernard Borderie (1960)
- Cocagne de Maurice Cloche (1961)
- Don Camillo Monseigneur de Carmine Gallone (1961) com Gino Cervi
- Le jugement dernier de Vittorio de Sica (1961)
- Dynamite Jack de Jean Bastia (1961)
- L'assasin est dans l'annuaire de Léo Joannon (1962)
- Le Diable et les Dix Commandements de Julien Duvivier (1962)
- En avant la musique de Georges Bianchi (1962)
- Le voyage à Biarritz de Gilles Grangier, com Arletty  (1963)
- Blague dans le coin de Maurice Labro' (1963)
- Le Bon Roi Dagobert de Pierre Chevalier' (1963)
- La cuisine au beurre de Gilles Grangier, com Bourvil (1963)
- Relaxe-toi chérie de Jean Boyer (1963)
- L'âge ingrât de Gilles Grangier, com Jean Gabin (1964)
- Don Camillo en Russie de Luigi Comencini (1965)
- La bourse et la vie de Jean-Pierre Mocky (1966)
- Le Voyage du père de Denys de La Patellière (1966)
- L'homme à la Buick de Gilles Grangier, com Danielle Darrieux (1967)
- Heureux qui comme Ulysse de Henri Colpi (1970)

Don Camillo et les contestataires de Christian-Jaque - A filmagem (entre julho e agosto  1970 em Brescia) não foi acabada devido à doença de Fernandel; a produção realizou-se por Mario Camerini numa nova versão e com outros actores.